# Wii U 게임패드

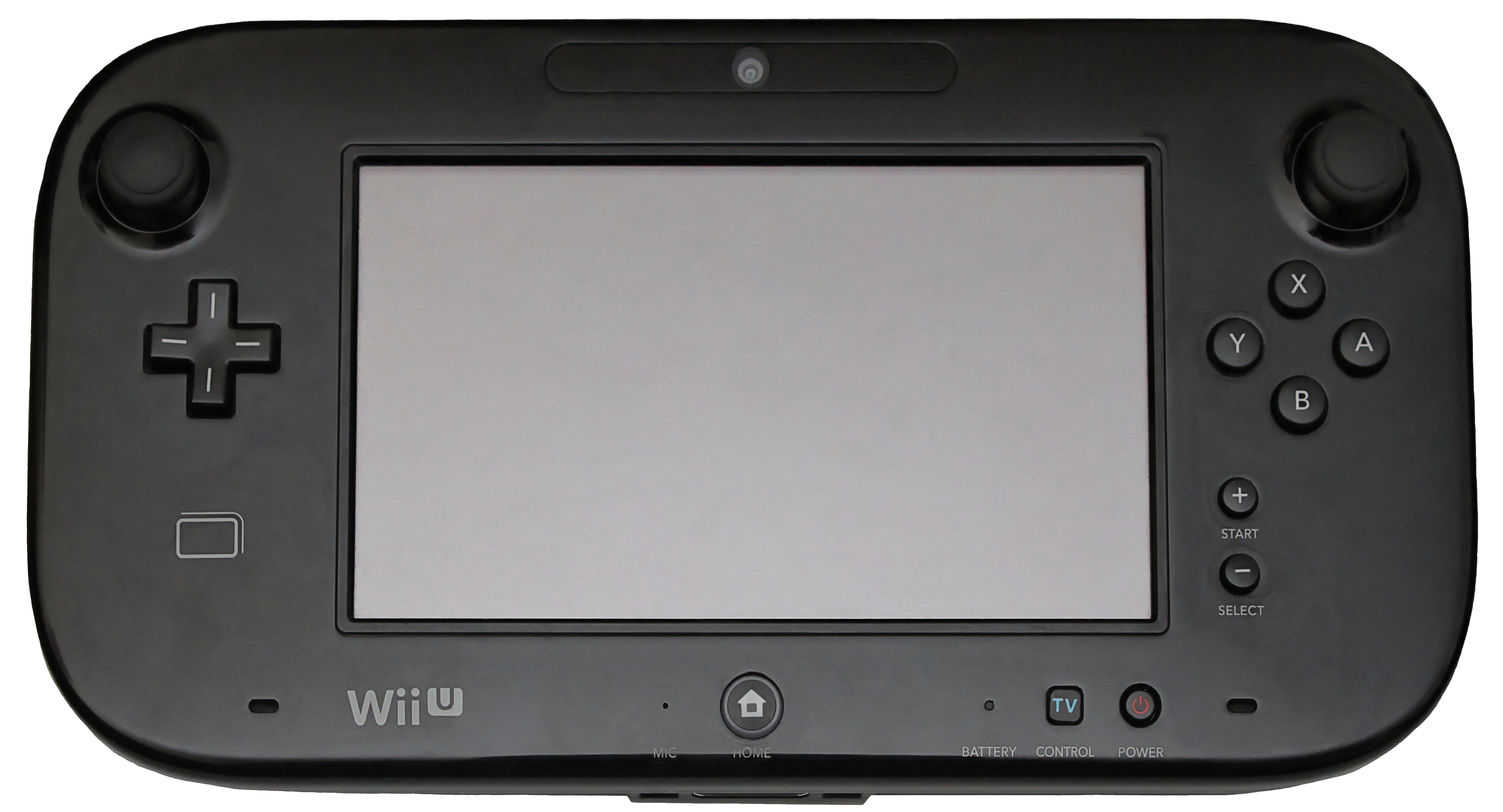
Wii U 게임패드

Wii U 게임패드(Wii U GamePad)는 닌텐도의 Wii U 홈 비디오 게임 콘솔용 표준 게임 컨트롤러이다. 태블릿 컴퓨터의 기능을 통합한 GamePad에는 전통적인 입력 방법(예: 버튼, 듀얼 아날로그 스틱, D패드), 터치스크린 컨트롤 및 모션 컨트롤이 있다. 터치스크린은 대체, 보조 화면 기능 또는 게임 시나리오의 비대칭 뷰를 제공하여 게임을 보완하는 데 사용될 수 있다. 이 화면은 TV 디스플레이를 사용하지 않고도 게임패드 화면에서만 게임을 플레이하는 데 사용할 수도 있다. 반대로 TV 리모컨으로 사용하는 등 게임 이외의 기능도 할당할 수 있다. 하지만 애초에 이름이 "Wii U 게임패드"인지라, Wii U 본체가 없으면 사용 불가능하다. 한 마디로 자체 구동이 안 됀다. 사실 Wii U 게임패드는 Wii 본체에서 게임패드 화면을 구성하고 이를 게임패드로 전송하는 방식이니 자체 구동은 당연히 안됀다.
Wii U 게임패드의 개발은 2009년부터 메인 Wii U 콘솔과 함께 시작되었다. Wii U 게임패드는 Wii Remote Plus, Nunchuk, Wii 밸런스 보드, 그리고 보다 전통적인 Wii U Pro 컨트롤러 등 콘솔과 호환되는 다른 컨트롤러와 함께 사용할 수 있다.
Wii U 게임패드에 대한 반응은 엇갈렸다. 비평가들은 게임패드의 편안한 느낌을 칭찬했지만 배터리 수명과 게임에서 게임패드의 오용을 비판했다.

## 같이 보기
- Wii 리모컨
- 닌텐도 스위치